# アナンド・パトワルダン
アナンド・パトワルダン（Anand Patwardhan、1950年2月18日 - ）は、インドの映画監督。
主に社会問題、人権問題を題材としたドキュメンタリー映画を製作しており、作品にはインドにおける宗教原理主義、セクト主義、カーストを扱ったもの、核ナショナリズムや持続可能な開発を扱ったものがある。

## 生い立ち
1950年2月18日にボンベイで生まれる。ムンバイ大学で英文学、ブランダイス大学で社会学、マギル大学でコミュニケーションの学位を取得している。1970年から1972年にかけてベトナム反戦運動に参加し、その後も市民の権利獲得運動や民主運動に関わった。

## キャリア

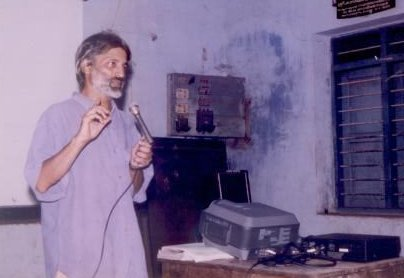
『神の名のもとに』上映会でのパトワルダン

パトワルダンの作品はインド政府から認証を拒否されており、最終的に訴訟を経て上映されるものが大半である。1985年に製作した『Bombay: Our City』はテレビ放送が許可されるまでに4年間法廷で争い 、1995年に製作した『父、息子、聖なる戦い』は2004年にヨーロッパで最も有名なドキュメンタリー映画雑誌『DOX』の「史上最も記憶に残るドキュメンタリー映画50」に選ばれている。同作は製作から11年後の2006年にドゥールダルシャンで初めて国内放送されたが、この放送が実現するまでに10年間法廷で争った。
2002年に製作した『戦争と平和 非暴力から問う核ナショナリズム』は、中央映画認証委員会から21のシーンをカットするように要求された。パトワルダンはインド政府を相手に訴訟を起こし、その間1年近く上映が禁止されたが、最終的にパトワルダンが勝訴し、同作はカットされずに上映が許可された。同作はドゥールダルシャンでのみテレビ放送が許可され、2005年にはマルチプレックスで上映されている。2011年に製作した『Jai Bhim Comrade』では1997に発生したラーマバーイー殺人事件を題材としている。同作は完成までに14年の歳月がかかり、パトワルダンのキャリアの中で転機になった作品とされている。

## フィルモグラフィー

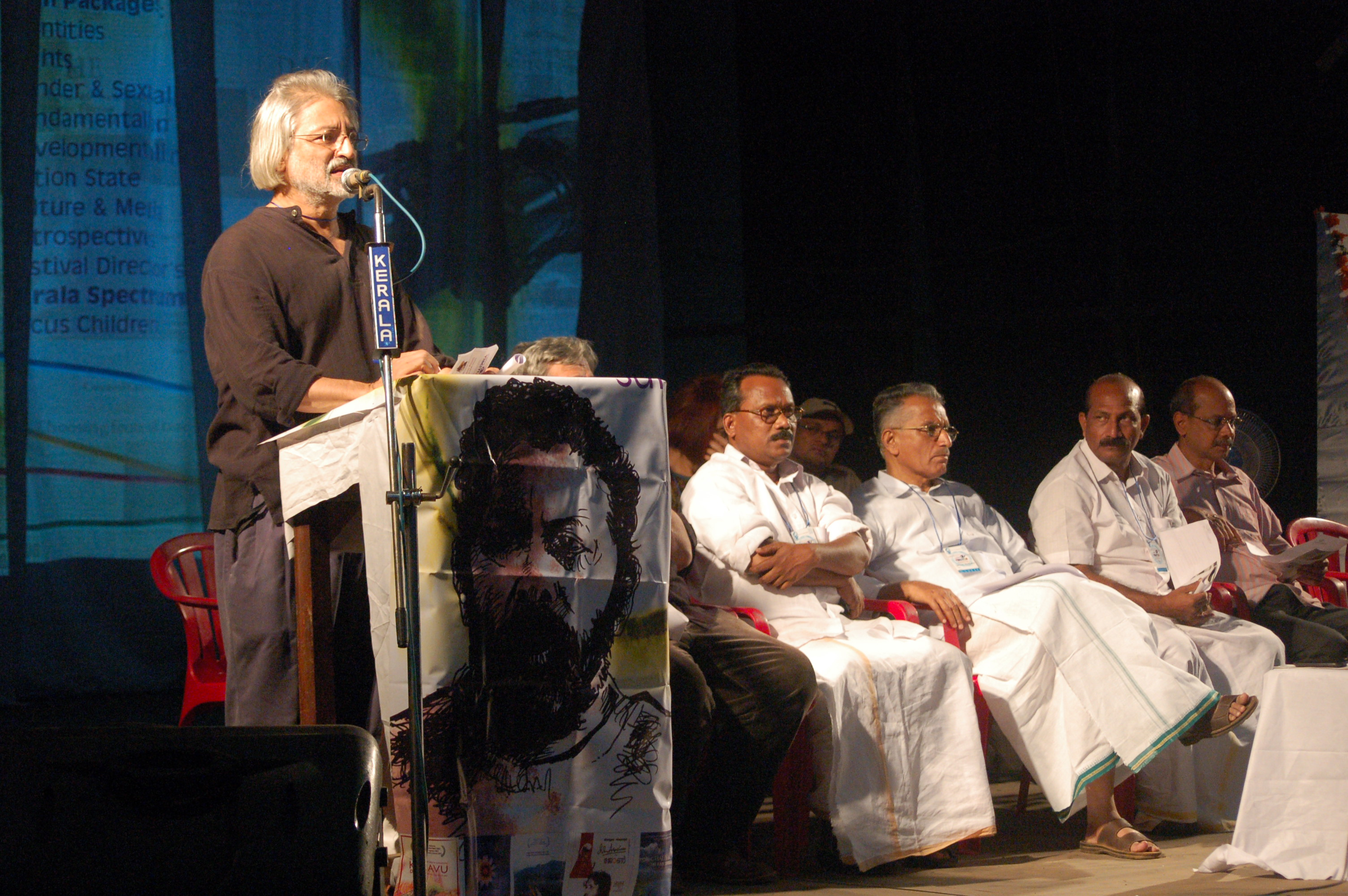
ViBGYOR映画祭でスピーチするパトワルダン

- Waves of Revolution（1971年）
- Prisoners of Conscience（1978年）
- A Time to Rise（1981年）
- Bombay: Our City（1985年）
- In Memory of Friends（1990年）
- 神の名のもとに（英語版）（1992年）
- We are not your Monkeys（1993年）
- 父、息子、聖なる戦い（英語版）（1995年）
- ナルマダ・ダムの5年（英語版）（1996年）
- Occupation: Mill Worker（1996年）
- Fishing: In the Sea of Greed（1998年）
- Ribbons for Peace（1998年）
- 戦争と平和 非暴力から問う核ナショナリズム（2002年）
- Images You Didn't See（2006年）
- Children of Mandala（2009年）
- Jai Bhim Comrade（2011年）
- 理性（英語版）（2018年）